# Eschenheimer Turm

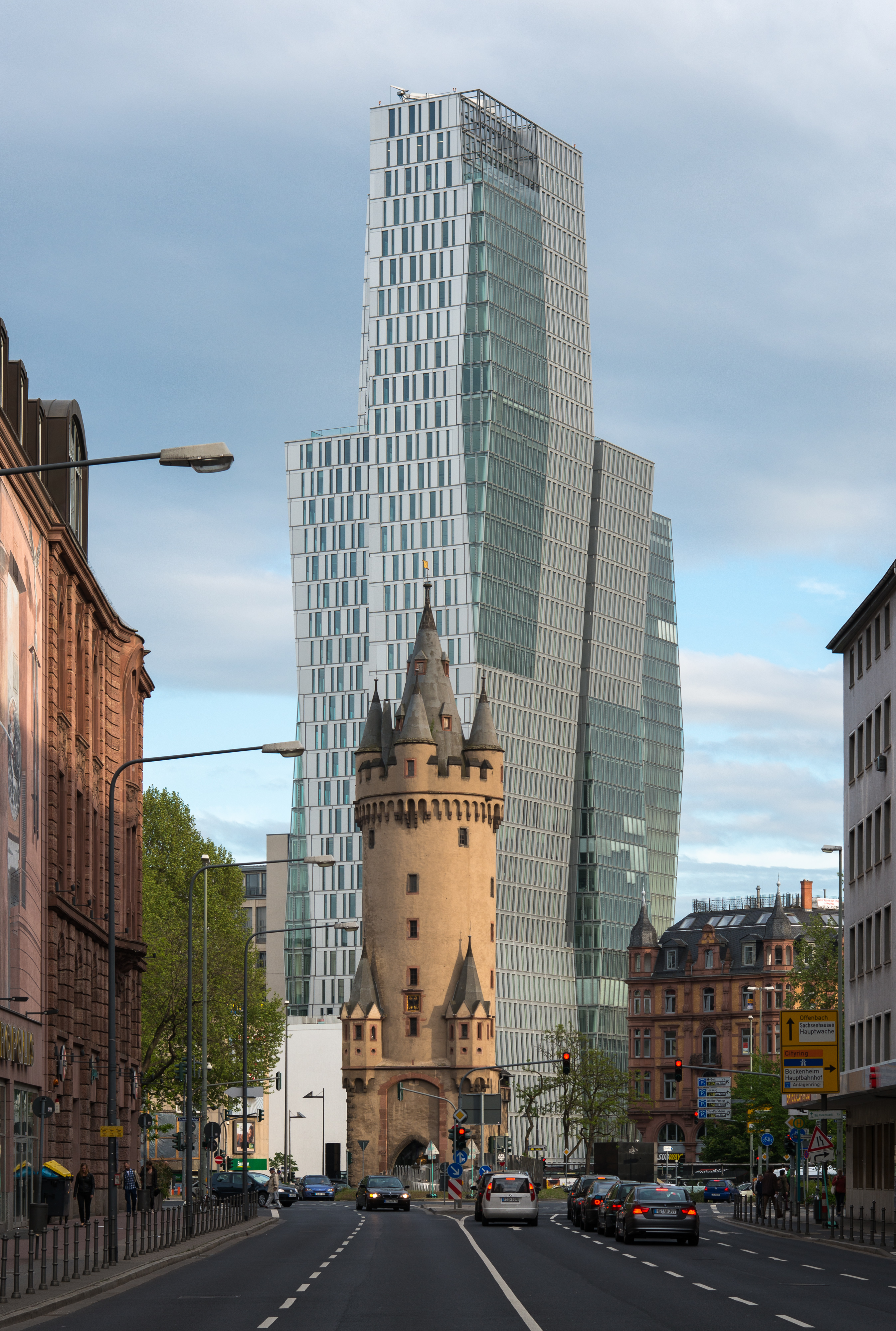
Der Eschenheimer Turm von der Eschersheimer Landstraße (2013)

Der Eschenheimer Turm war ein Stadttor der spätmittelalterlichen Frankfurter Stadtbefestigung. Er ist ein Wahrzeichen der Stadt Frankfurt am Main und Namensgeber für das Eschenheimer Tor und den U-Bahnhof Eschenheimer Tor. Der Anfang des 15. Jahrhunderts errichtete Turm ist eines der ältesten zugleich fast völlig im Originalzustand erhaltenen Bauwerke der Frankfurter Innenstadt. Er gilt als einer der schönsten mittelalterlichen Tortürme Deutschlands.

## Lage
Der Turm steht inmitten eines weitläufigen, sehr verkehrsreichen Platzes, dem Eschenheimer Tor. Aufgrund der Zerstörungen durch die Luftangriffe auf Frankfurt am Main stammen die umliegenden, teils denkmalgeschützten, Gebäude überwiegend aus den 1950er Jahren. In den Platz münden 10 Straßen, darunter von der Hauptwache kommend die Große Eschenheimer Straße, im Verlauf des inneren Anlagenrings die Hochstraße und die Bleichstraße, der äußere Anlagenring mit der Eschenheimer und der Bockenheimer Anlage. Stadtauswärts beginnen hier die Eschersheimer Landstraße und der Oeder Weg. Unter dem Eschenheimer Tor liegt der 1963 bis 1968 errichtete U-Bahnhof Eschenheimer Tor. Der Tunnel der ältesten U-Bahn-Strecke Frankfurts führt unmittelbar an den Fundamenten des Turms vorbei. Die Zwischenebene des U-Bahnhofs bot zwischen 1968 und 1992 die einzige Möglichkeit, als Fußgänger den Platz zu queren oder den Turm zu erreichen. Seit 1992 ist der Eschenheimer Turm, der jahrzehntelang auf einer unerreichbaren Verkehrsinsel stand, wieder von der Fußgängerzone Schillerstraße aus erreichbar. Im Erdgeschoss befindet sich seitdem eine Bar mit Restaurant, auch das Kaminzimmer der Turmwächter wird von dem gastronomischen Betrieb genutzt.

## Geschichte

### Vorgeschichte und topographische Einordnung

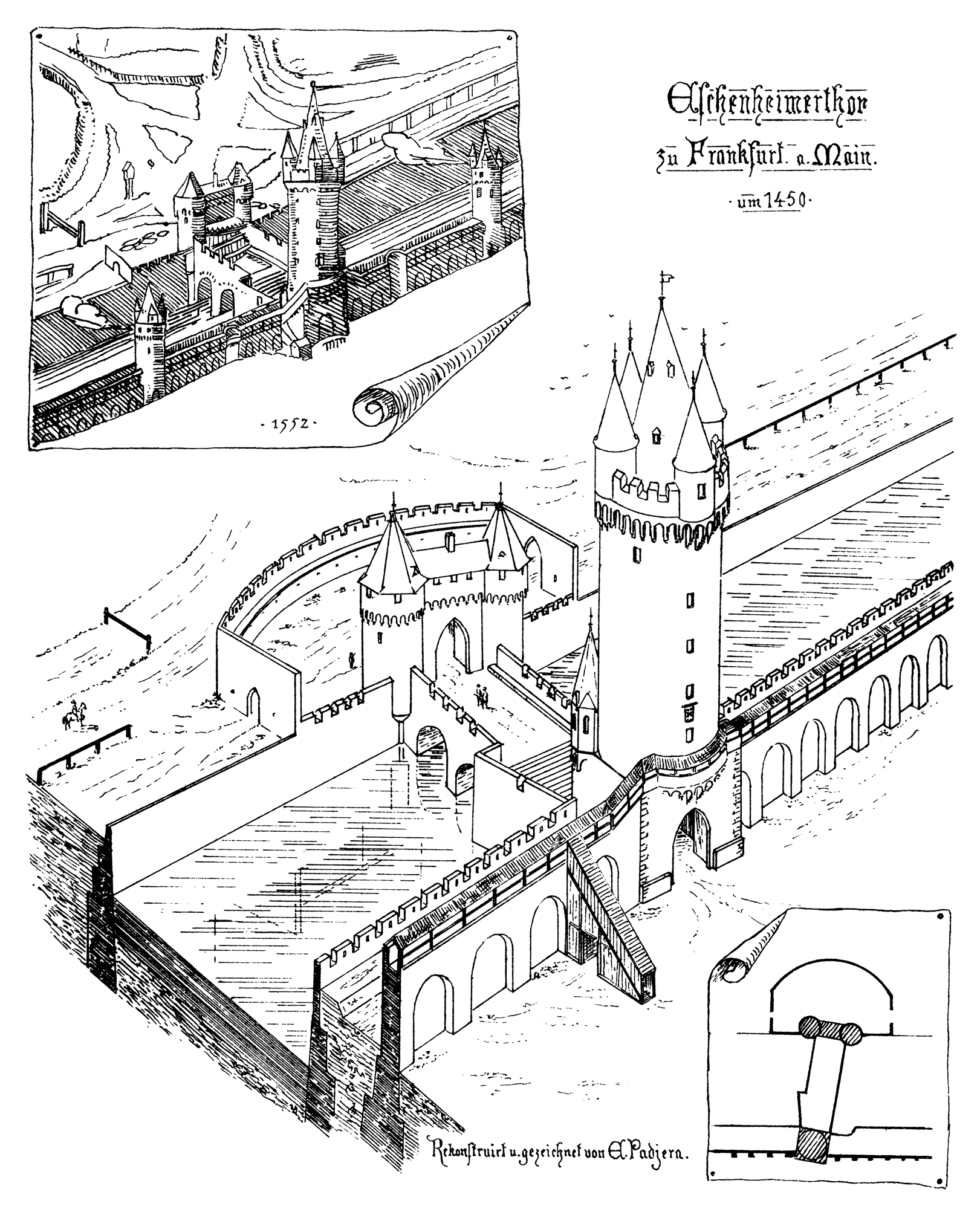
Rekonstruktion des Turms und der Stadtmauer im Zustand um 1450

Anfang des 14. Jahrhunderts erreichte die Bebauung der Frankfurter Altstadt allmählich ihre Grenzen. Erwähnungen einzelner Gebäude vor der schützenden, um 1200 errichteten Staufenmauer in den 1320er Jahren bezeugen, wie sehr neuer Baugrund für die schnell wachsende freie Reichsstadt nötig war. Am 17. Juli 1333 gestattete Kaiser Ludwig IV. der Stadt Frankfurt am Main, „den Stadtbezirk zu erweitern und zu vermehren, wie es ihr nützlich wäre, mit Mauern und Befestigungen weiter hinauszurücken.“ Mit der später sogenannten Zweiten Stadterweiterung verdreifachte sich die Fläche des Stadtgebiets und verschob ihre Grenze bis an die heute noch gut im Luftbild erkennbaren inneren Wallanlagen.
1343 begann man mit der Errichtung einer Stadtmauer um den jetzt Neustadt genannten neuen Stadtteil, zunächst im Westen am Weißfrauenkloster, im Nordwesten an der Rödelheimer Pforte und im Osten an der Rieder Pforte. Die Arbeiten folgten zunächst offenbar keinem festen Plan. Am 11. Oktober 1346 wurde der Grundstein für einen ersten, nur als „rund“ bezeichneten Torturm an der Stelle des späteren Eschenheimer Turms gelegt. Das Tor lag am Ausgang der Großen Eschenheimer Straße, die die neustädtische Verlängerung der neben der Fahrgasse wichtigsten Nord-Süd-Tangente Kornmarkt darstellte. Eine Befestigung dieser Stelle sollte die Stadt gegen die hier beginnenden Höhenzüge des Affensteiner Feldes im heutigen Westend und des Friedberger Feldes im Nordend verteidigen und hatte daher strategische Bedeutung. Da im städtischen Rechenbuch von 1348 mit „Contze uff Essirsheimer Porten“ schon Ausgaben für einen Turmwächter verzeichnet waren, muss der Bau des Turmes spätestens nach zwei Jahren vollendet gewesen sein, und auch die ansonsten nicht modernen Anforderungen an Quellenbelege genügenden Aussagen Lersners können in diesem Punkt überzeugen.
In den folgenden Jahrzehnten kamen die Befestigungsarbeiten nur langsam voran, da Frankfurt die wirtschaftlichen und demographischen Folgen zweier verheerender Naturkatastrophen, des Magdalenenhochwassers 1342 und des Schwarzen Todes 1349 zu verkraften hatte. In den 1380er Jahren entstanden die Türme des Galgentores, des Friedberger Tores und des Rieder Tores. 1389 erlitt Frankfurt in der Kronberger Fehde die größte militärische Niederlage seiner Geschichte. Die geschwächte Stadt hatte in der Folge nicht nur erhebliche Reparationen zu leisten, sondern ihre Interessen, insbesondere den Handel und die Messen, in zahlreichen weiteren Fehden zu schützen. Aus dem Jahr 1391 ist eine Armierungsliste der Frankfurter Wehrtürme überliefert; demnach waren auf dem Rundturm am Eschenheimer Tor vier Feuerbüchsen mit 44 Bleikugeln und einem Sack Pulver sowie vier Stegreifarmbrüste nebst drei Laden Pfeilen stationiert. Im Frühjahr 1400 kam es zudem zu politischen Auseinandersetzungen um die Absetzung König Wenzels und die Wahl Ruprechts. Die Stadt entschloss sich infolgedessen zu einem raschen Ausbau ihrer Befestigungen.

### Das Eschenheimer Tor

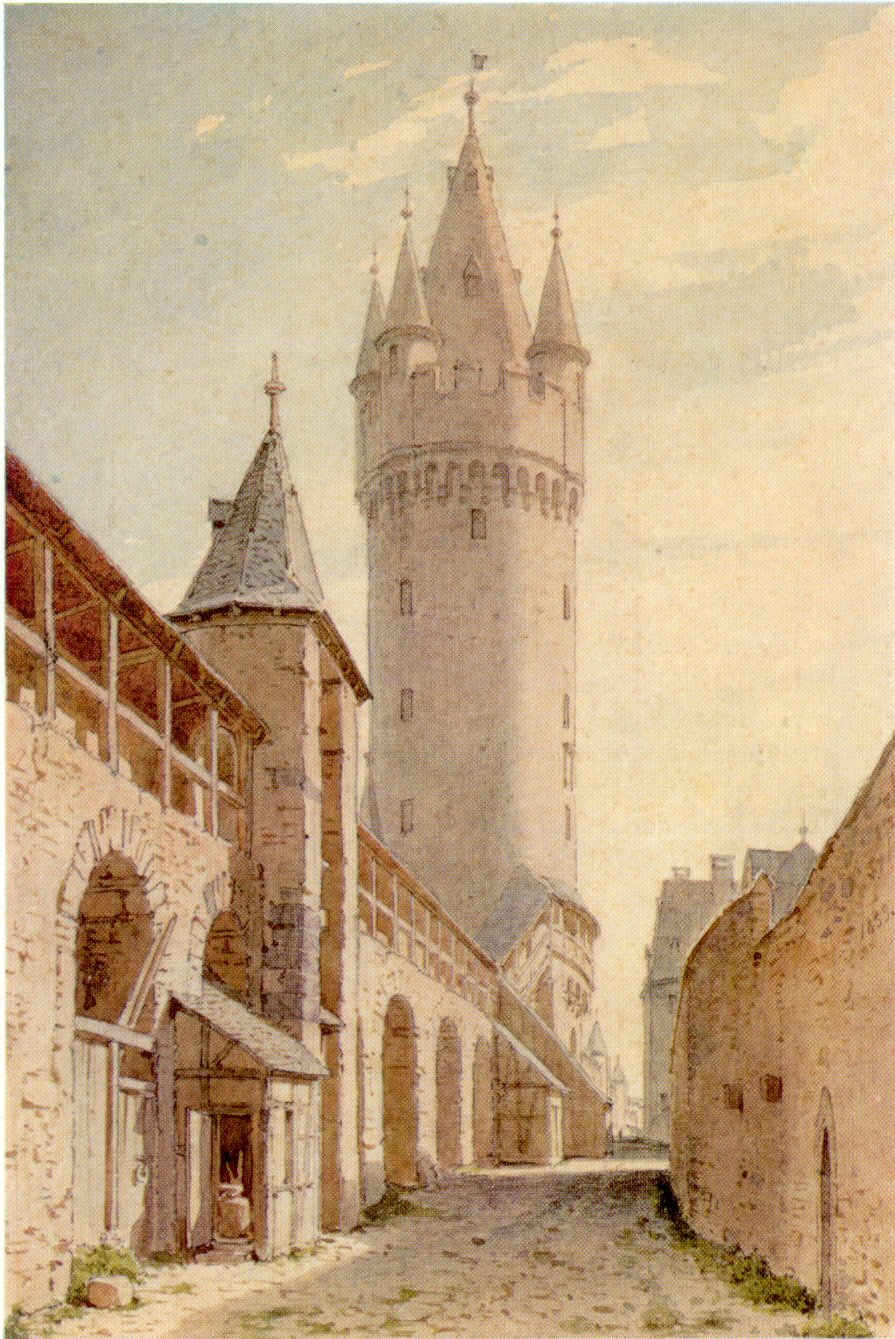
Eschenheimer Turm mit Stadtmauer und Zwinger, um 1790 (Aquarell von Carl Theodor Reiffenstein, 1859)

Im Frühjahr 1400 brach Meister Klaus Mengoz den alten Rundturm ab und legte Ende Juni den Grundstein für einen Ersatzbau. Bereits im November waren das Tor und die hölzerne Brücke über den vorgelagerten Graben fertiggestellt. Der Torbau auf quadratischem Grundriss erreichte gerade die Höhe der Mauer. Er erhielt einen hölzernen Dachstuhl und ein Schieferdach. 1409 erhielt die Pforte noch ein stadtauswärts gelegenes Vorwerk mit zwei kleinen Türmen, das den Zugang zur Brücke schützte. Weitere Baumaßnahmen unterblieben zunächst, da die städtischen Finanzen durch den Kauf des neuen Rathauses Zum Römer 1405 und den Bau des Pfarrturms ab 1415 bereits stark beansprucht waren.
1426 bis 1428 errichtete Stadtbaumeister Madern Gerthener den Rundbau des Eschenheimer Turmes einschließlich des spitzen Turmhelms. Der Turm hatte nun im Wesentlichen das heutige Aussehen. Im 19. Jahrhundert rekonstruierte der Frankfurter Historiker Emil Padjera (1848–1927) ein Modell der damaligen Stadtbefestigung. Es zeigt den Turm und die etwa sechs bis acht Meter hohe und an der Krone etwa 2,5 bis drei Meter dicke Mauer. Um Material zu sparen, legte man in die Innenseite der Mauer etwa einen Meter tiefe Blendbögen. Auf der Mauer verlief ein durchgehender Wehrgang mit einer etwa zwei Meter hohen Brüstung, die von Zinnen und Schießscharten unterbrochen war. Man erreichte ihn entweder durch schmale und steile Holztreppen, oder durch steinerne Wendeltreppen, sogenannte Schnecken. Vor und hinter der Mauer verliefen zwei jeweils drei bis vier Meter breite Zwinger, vor dem äußeren Zwinger ein acht bis 10 Meter breiter nasser Graben mit einer weiteren niedrigen Mauer davor. Über den Graben führte eine steinerne, zweibogige Brücke. Links und rechts neben dem Eschenheimer Tor wurden, „gewöhnlich einen Pfeilschuss voneinander entfernt“, kleinere Türme zur Verstärkung der Mauer errichtet, die zur Außenseite etwas vorsprangen. Auf der Innenseite verlief der Wehrgang durch oder um den Turm. Die Namen der dem Eschenheimer Tor benachbarten Türme sind überliefert, sie hießen „Zur Leuchte“ und „Zur Kanne“ (östlich) sowie „Zur Meise“ (westlich).
1464 erhielt der Turm eine Schlagglocke, die bei einem Blitzschlag 1584 herabfiel. Im Juli 1552, kurz vor Beginn der Belagerung im Fürstenkrieg, ließ der kaiserliche Stadtkommandant Conrad von Hanstein das Vorwerk abreißen. Während der vierwöchigen Belagerung wurde die protestantische, aber kaisertreue Stadt erfolgreich von Truppen des katholischen Kaisers gegen die Belagerungsarmee der protestantischen Fürsten verteidigt. Die Belagerung endete mit dem Passauer Vertrag. Der noch im gleichen Jahr entstandene Belagerungsplan des Conrad Faber von Kreuznach ist die älteste topographisch korrekte Darstellung des Eschenheimer Turms.

### Ausbau der Stadtbefestigung im Dreißigjährigen Krieg

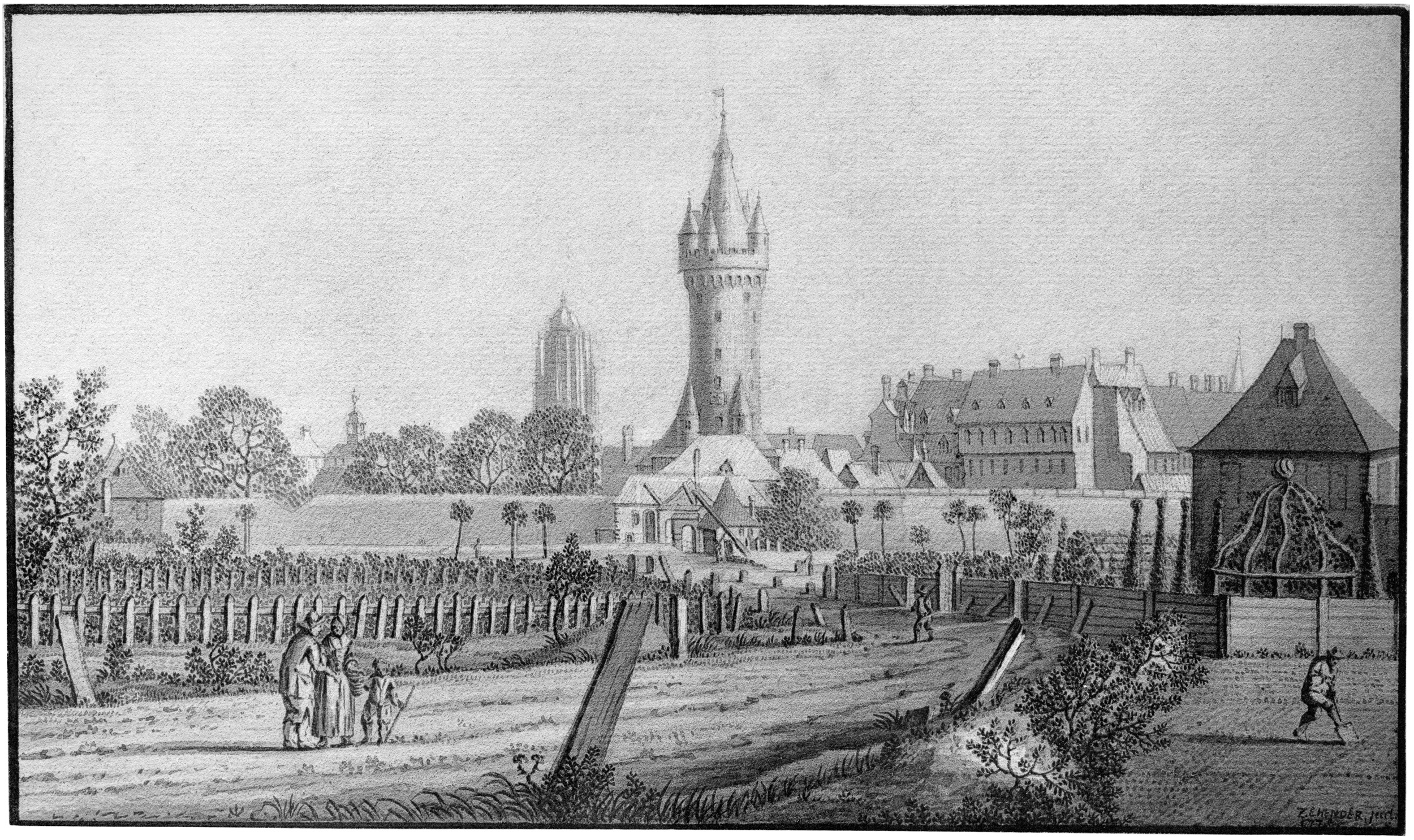
Der Eschenheimer Turm von der Feldseite um 1778

1628 begann der Ausbau der alten Stadtmauer unter Leitung von Johann Wilhelm Dilich zu einer modernen Festungsanlage nach französischem Vorbild. Der alte Stadtgraben wurde östlich des Eschenheimer Tores zugeschüttet. Vor der alten Stadtmauer wurde ein Wall angelegt, davor die befestigte Brustwehr, an deren Fuß die Faussebraye mit einer weiteren Brustwehr, dann die Escarpe, ein neuer nasser Graben, die Contrescarpe und schließlich ein teilweise mit Palisaden besetztes Glacis. Da man mit dem Bau auf dem zugeschütteten alten Stadtgraben schlechte Erfahrungen gemacht hatte, ließ man westlich des Eschenheimer Tores den Graben bestehen und verlegte die neuen Wallanlagen um etwa 15 Meter nach vorne. Dies hatte zusätzlich den Vorteil, dass die Befestigungen nun auf beiden Seiten durch Wassergräben gesichert wurden. Um das Glacis und die Mauerfronten verteidigen und mit Geschützen bestreichen zu können, ließ Dilich insgesamt 11 fünfeckigen Bastionen entlang der Stadtmauer errichten. Die Bastion westlich des Eschenheimer Tores hieß „Bauernbollwerk“, nach den zu seiner Erbauung 1632 zu Frondiensten verpflichteten Bauern der Frankfurter Dörfer. Das östlich gelegene „Eschenheimer Bollwerk“ entstand 1631.
Zwischen den beiden Bollwerken verlief eine Wallcurtine mit neuen, barocken Vorbauten. Die frühere steinerne Brücke wurde durch eine hölzerne Zugbrücke ersetzt.
Obwohl die aufwendige Festungsanlage schon bald ihren militärischen Nutzen verlor, wurde sie bis zu den Revolutionskriegen am Ende des Heiligen Römischen Reiches unterhalten. Im 18. Jahrhundert begann die Stadtbevölkerung, die öffentlich zugänglichen Wälle als Naherholungsgebiet zu nutzen. Um 1705 wurden die ersten Lindenbäume auf den Wallanlagen gepflanzt und ab 1765 führte eine durchgehende Lustallee auf den Wällen um die Stadt. 1804 begann die Schleifung der Befestigungen, die ab 1806 unter Fürstprimas Carl Theodor von Dalberg systematisch betrieben und bis 1812 mit der Anlage der Wallanlagen abgeschlossen wurde. 1806 schuf Sebastian Rinz die Bockenheimer Anlage, 1807 die Eschenheimer Anlage. Das barocke äußere Eschenheimer Tor blieb erhalten und wurde nach dem Fürstprimas Carlstor genannt. Die Tore wurden weiterhin jeden Abend verschlossen; wer sie außerhalb der Öffnungszeit passieren wollte, hatte dafür eine Gebühr zu entrichten, den sogenannten Sperrbatzen.
Nach dem Ende des kurzlebigen Großherzogtums Frankfurt erwog der Senat der Freien Stadt Frankfurt, das Carlstor nach dem österreichischen Kaiser Franz II. zu benennen, dem letzten in Frankfurt gekrönten Kaiser, gab den Plan wegen entgegenstehender Bedenken aber wieder auf. Es blieb beim traditionellen Namen Eschenheimer Tor.

### Erhaltung als Denkmal

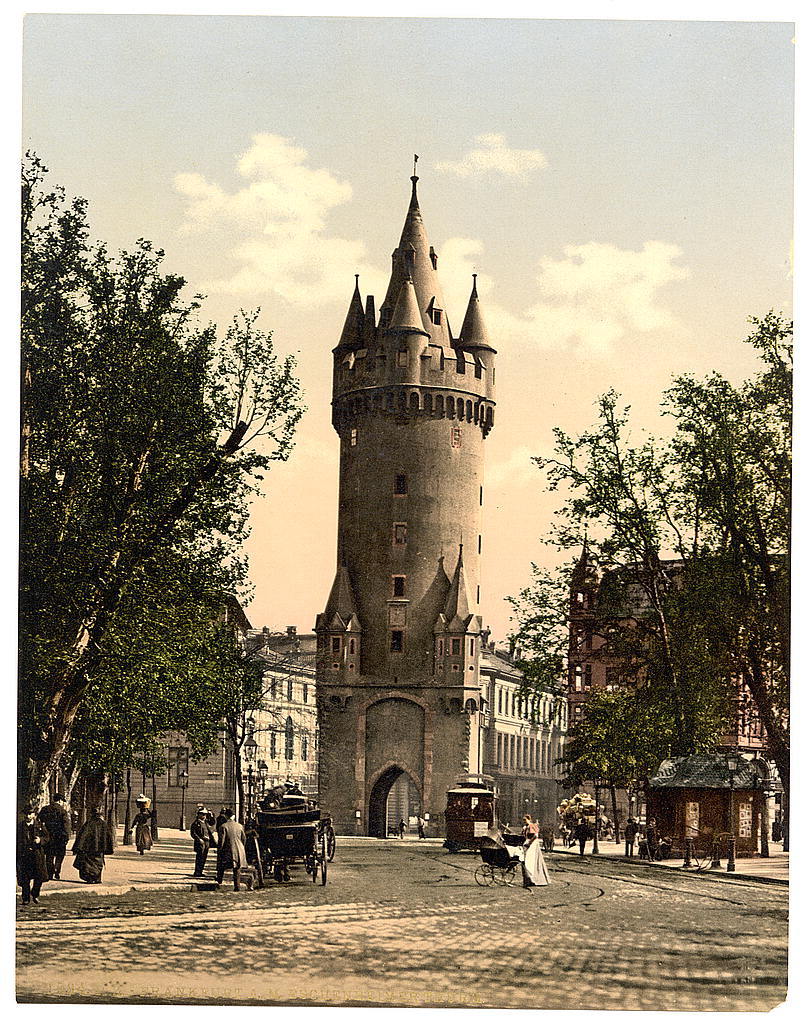
Eschenheimer Turm 1900

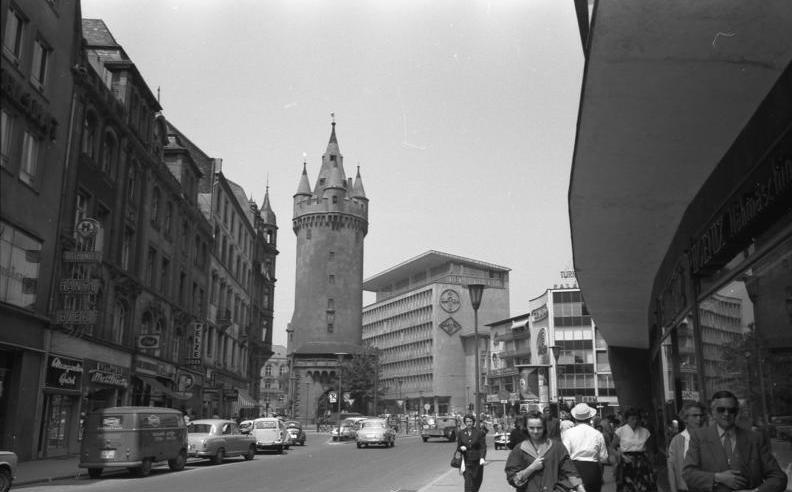
Der Eschenheimer Turm 1958

Der zunächst geplante Abriss des Eschenheimer Turmes unterblieb auf Einspruch des Gesandten der damaligen französischen Besatzungsmacht, Graf d’Hédouville, beim Fürstprimas. Diese Entscheidung blieb in der Bürgerschaft nicht unbestritten. 1808 setzte sich der Schöffe Johann Nicolaus Olenschlager vehement, aber erfolglos für die Beseitigung des Turmes ein. Zwischen den „modernen und stolzen Avenuen und Anlagen“ rufe er stets das Andenken der mit fast gleichen Umgebungen versehen gewesenen und in fast gleicher Form und schmutziger Farbe gehaltenen Bastille zurück. In der 1809 erlassenen städtischen Bausatzung wurde der Klassizismus als Baustil verbindlich vorgeschrieben. Die Erhaltung mittelalterlicher Bauten lehnten Stadtbaumeister Johann Georg Christian Hess und sein Sohn und Nachfolger Johann Friedrich Christian Hess grundsätzlich ab, weil sie den zeitgenössischen hygienischen und ästhetischen Aspekten nicht entsprechen konnten. Viele Abrisspläne kamen jedoch aus Geldmangel nicht zustande. So wurden 1832 die schadhaft gewordenen Turmspitzen ausgebessert, obwohl Hess zuvor gefordert hatte, „dass der Eschenheimer Turm, welcher ohnehin sich durch keine architektonischen Schönheiten auszeichnet, sondern als eine plumpe Mauermasse ohne alle Verbindung mit sonstigen Gebäuden also zwecklos dasteht und nur zur Verfinsterung der nahestehenden neueren Gebäude und zur Hemmung der freien Passage dient, endlich auch dem neuen Frankfurt Platz machen sollte“.
1864 wurde das barocke Torgebäude in den Wallanlagen abgerissen. Aus diesem Anlass beantragte der Arzt Alexander Friedleben in der Gesetzgebenden Versammlung erneut den Abriss des Eschenheimer Turmes, „einen Anachronismus, eine Verunstaltung der Straße, ein völlig wertloses Objekt ohne historische Bedeutung“. Die Versammlung lehnte den Antrag mit einer knappen Mehrheit von fünf Stimmen ab. Die Ablehnung soll vor allem dem energischen Widerspruch zweier Abgeordneter, eines Bürgers namens Brofft und des Arztes Georg Varrentrapp, zu verdanken gewesen sein. So blieb der bekannteste von rund 60 Türmen der Stadtbefestigung als Denkmal bestehen. Außer dem Eschenheimer Turm entgingen nur zwei weitere Türme, der Rententurm am Fahrtor und der Kuhhirtenturm in Alt-Sachsenhausen, dem Abriss.
Am 8. Juni 1874 schlug ein Blitz in den Turm ein und verursachte, wie schon 1584, erheblichen Schaden. Er schleuderte die Wetterfahne von der Spitze, verschob einige Quadersteine der Brustwehr, verwüstete die Wohnung des Türmers Johann Michael Walthes, dessen Tochter gerade am Klavier saß, und fuhr dann über den an der südwestlichen Fassade befindlichen Glockenzug  am Turm herab. Die Stadt ließ daraufhin ein Gutachten des Physikalischen Vereins einholen und im Oktober 1874 einen Blitzableiter installieren. Offenbar wurde aber auch erneut ein Abriss des Turmes erwogen, jedenfalls schrieb Friedrich Stoltze 1875 in der Frankfurter Latern:„Der Abbruch des Eschenheimer Thurm’s würde wenigstens 60-70.000 Mark kosten. Wäre es also nicht besser, man stellte im Stadtverordneten-Rath den Antrag diese Summe uns, der „Latern“, wegen ihrer Verdienste um die Vaterstadt auszahlen zu lassen, um den Eschenheimer Thurm – stehen zu lassen?“ (Friedrich Stoltze: Frankfurter Latern 19/1875)
1885 wurde der Turm außen und innen renoviert und schadhafte Steinmetzarbeiten ausgebessert. Anfang der 1890er Jahre starb der Efeu, der seit über 400 Jahren die Nordwestecke des Unterbaus bewuchs, nach einigen harten Wintern ab. Er wurde am 22. Mai 1894 entfernt.
Die Luftangriffe auf Frankfurt am Main überstand der Turm, anders als die umliegenden Bauten, unbeschädigt. Im Mai 1957 starb der letzte ehrenamtliche Turmwächter; seitdem ist der Turm unbewohnt. 1963 begann der Bau des U-Bahnhofs Eschenheimer Tor. Die damalige Verkehrsplanung sah eine vollständige Verlegung des Fußgängerverkehrs in die unterirdische Verteilebene unter dem Platz am Eschenheimer Tor vor. Der oberirdische Platz blieb dem Straßenverkehr vorbehalten, so dass der Turm und der nördlich davon angelegte Goepfert-Brunnen zu unzugänglichen Verkehrsinseln wurden. Erst seit 1992 ist der Turm wieder oberirdisch über die Fußgängerzone an der Schillerstraße erreichbar.
Bis Dezember 2010 fand alle drei Monate eine Veranstaltung des Vereins Freunde Frankfurts e. V. im Kaminzimmer statt, bei der die ehemalige Bewohnerin des Turms Ruth Schwarz von der Geschichte des Turms berichtete. Außerdem war eine Besichtigung des Turms bis in Höhe des Wehrgangs möglich. Ruth Schwarz vom Verein Freunde Frankfurts hatte die letzte Renovierung des Turms von 1992 initiiert.

## Architektur

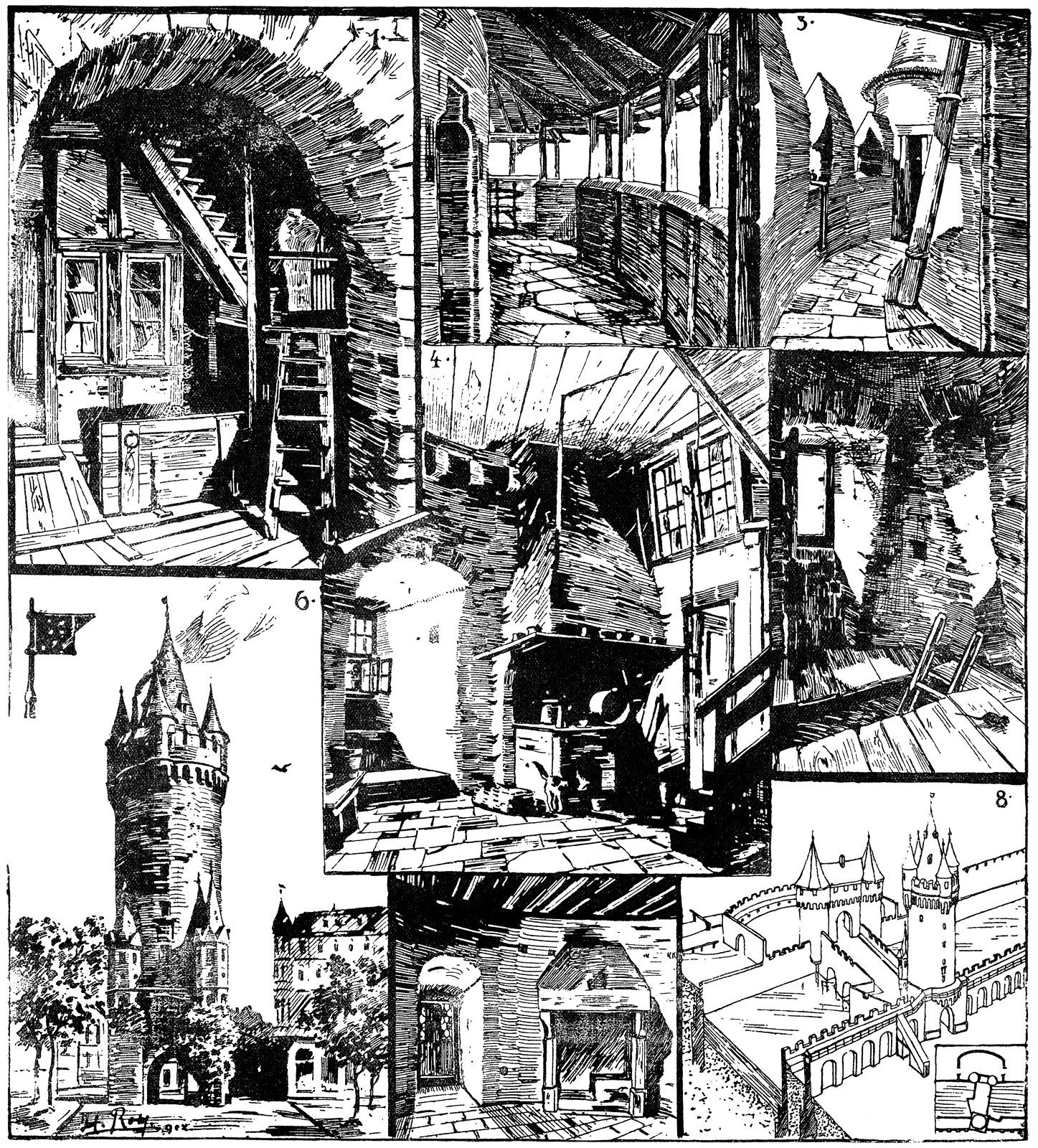
Zeichnung von Außen- und Innenansichten, etwa 1910

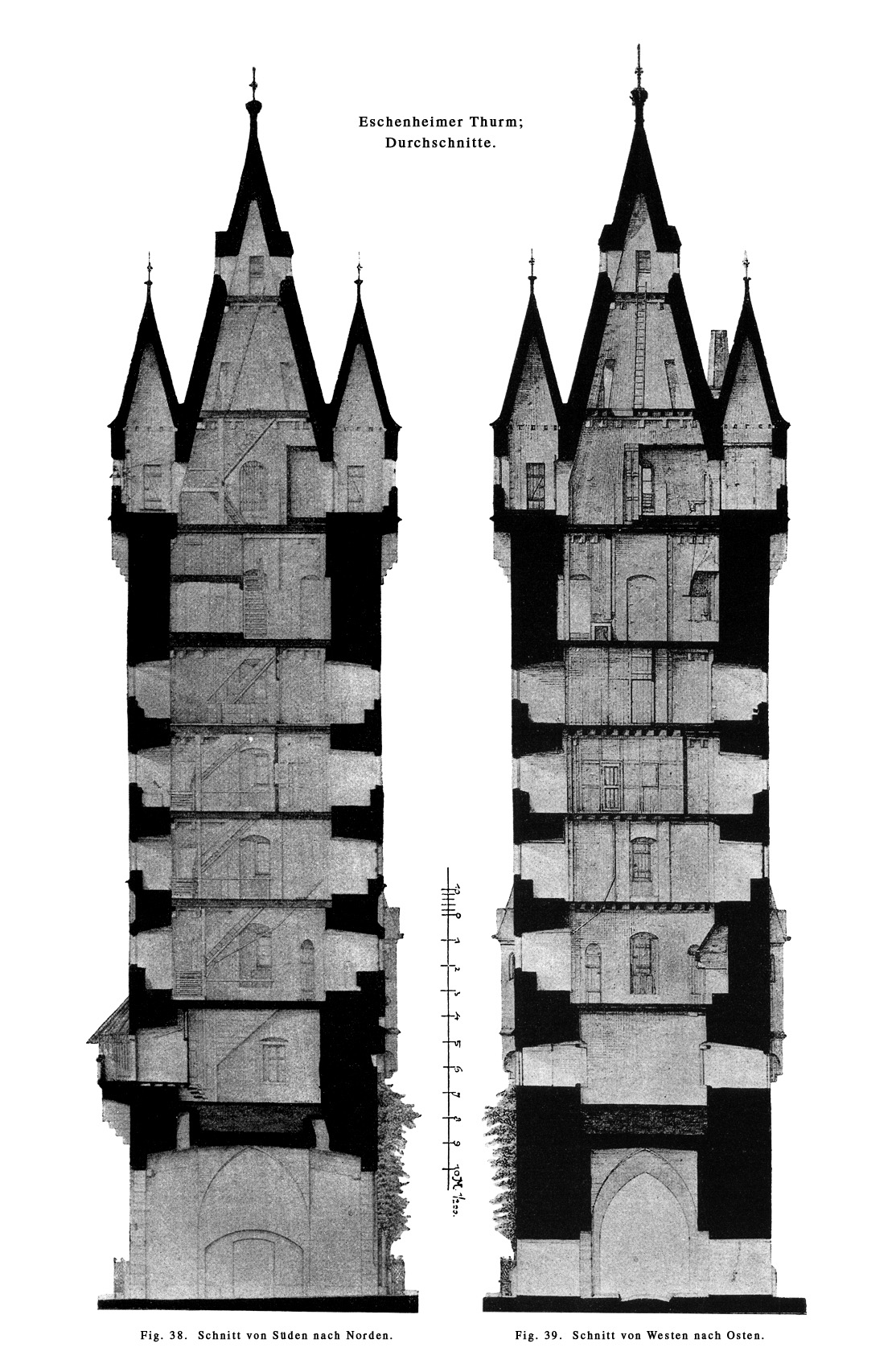
Durchschnitte, 1885

Als stilistisches Vorbild könnte den Baumeistern der 1347 gebaute Adolfsturm in der benachbarten Reichsstadt Friedberg gedient haben, der einen ähnlichen Aufriss besitzt. Der Eschenheimer Turm ist bis zur Oberkante des Turmknaufes 48 m hoch und hat acht Voll- und zwei Dachgeschosse mit Balkendecken. Über einem quadratischen Sockelbau mit 10,7 Meter Seitenlänge, dem eigentlichen Tor, erhebt sich ein zylindrischer Rundturm von 10,20 bis 10,28 Metern Durchmesser. Die Mauerdicke beträgt unten auf der Feldseite 2,57 Meter, auf der Stadtseite 1,88 Meter. In den oberen Geschossen verjüngt sie sich auf 2 Meter bzw. 1,66. In die Mauern waren rund 80 Tonkrüge mit durchlöcherten Böden waagerecht eingelassen. Ihr Zweck ist unklar; möglicherweise dienten sie als Nistgelegenheiten für als nützlich empfundene Vögel, vielleicht auch zur Verbesserung der Luftzirkulation, um den Mauern Feuchtigkeit zu entziehen. Die steile Turmspitze wird von vier kleinen, gleich proportionierten Scharwachttürmchen begleitet, um sie herum verläuft ein auskragender Wehrgang in 31 Metern Höhe. Die beiden 7,80 Meter hohen Wichhäuschen im 2. Obergeschoss an den Ecken der Nordseite sind achteckig. Sie besitzen jeweils drei kreisrunde Schießlöcher von 27 Zentimetern Durchmesser. Auf der Stadtseite verläuft hier der Wehrgang der ehemaligen Stadtmauer.
Die 4,25 Meter breite Durchfahrt unter einem gotischen Bogen konnte ursprünglich durch zwei zweiflügelige, nach innen öffnende, Tore verschlossen werden.  Eine weitere Sicherung bildete ein Fallgitter auf der Nordseite mit 17 Zentimeter starken Balken. Im ersten Obergeschoss wurden zudem Erde und Steine gelagert, um bei einem Angriff den Durchgang zusätzlich zu blockieren („verdarassen“). Beide Seiten des Turms tragen in Höhe des zweiten Obergeschosses Wappenreliefs: auf der Stadtseite den silbernen Adler auf rotem Grund, das Wappen der Freien Reichsstadt, und auf der Landseite den schwarzen Doppeladler auf goldenem Grund, das Wappen des Kaiserreichs. Ein Portraitrelief über dem heutigen Eingang zu dem Restaurant an der Stadtseite stellt vermutlich Baumeister Gerthener selbst dar.
Im zweiten Obergeschoss liegt die mit einem 1,80 Meter breiten und 2,10 Meter hohen Kamin beheizbare Wachstube der Wachmannschaft. Von hier aus wurde auch die Walze des Fallgitters bedient. Das 3. und 4. Obergeschoss diente wahrscheinlich als Lagerraum, das 5. Obergeschoss als Schlafkammer. Im 6. Obergeschoss befindet sich die Türmerwohnung, die auch über eine Kochstelle mit Kamin verfügte. Feuerholz und Wasser mussten über 137 Stufen hinaufgeschafft werden. Über der Türmerwohnung liegen noch das 7. Obergeschoss mit dem Wehrgang und zwei Böden im Turmhelm. Große Teile der ursprünglichen Treppenanlage und der Zwischenböden aus der Zeit von 1426 bis 1428 sind erhalten geblieben.
Eine Vermessung anlässlich der Renovierung von 1885 ergab, dass der Turm zu keiner der umliegenden Straßen exakt ausgerichtet war. Der quadratische Torbau ist annähernd in Richtung des Oeder Wegs orientiert, der schon zur Bauzeit ein wichtiger Verkehrsweg war. Er führte über das Friedberger Feld zum Diebsgrundweg, einem Teil der Antsanvia von Mainz nach Leipzig. Die Eschersheimer Landstraße war hingegen bis Ende des 19. Jahrhunderts bedeutungslos. Da die Große Eschenheimer Straße nicht frontal auf den Turm zuläuft, sind die Fensterreihen des Rundturms auf der Stadtseite um 48 Zentimeter nach Osten verschoben.

## Sagen um den Eschenheimer Turm

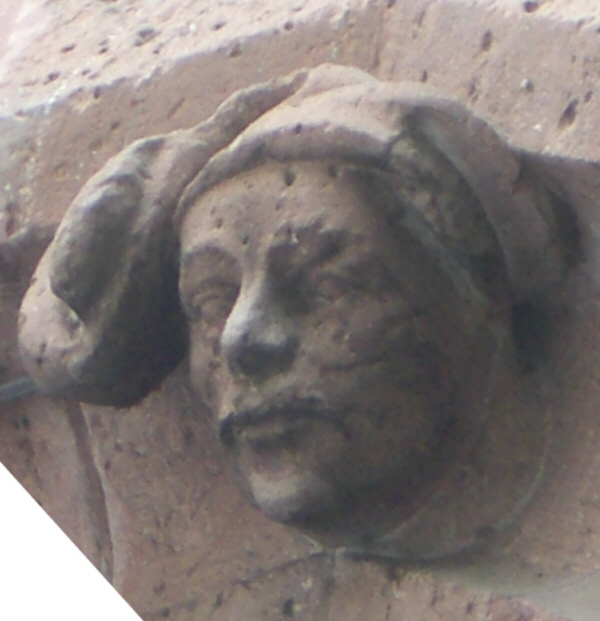
Selbstporträt des Architekten und Bildhauers Madern Gerthener am Torbogen des Eschenheimer Turms

### Der Neuner in der Wetterfahne
Im 16. Jahrhundert soll sich die Sage „Der Neuner in der Wetterfahne“ zugetragen haben. Einst soll der zum Tode verurteilte und neun Tage im Turm gefangengehaltene Wilddieb Hans Winkelsee mit neun Schüssen eine 9 in die Wetterfahne auf dem Turm geschossen haben. Der Kunstschuss soll den Rat der Stadt so beeindruckt haben, dass er Winkelsee begnadigte. Die Sage wurde 1853 von Ludwig Bechstein und 1856 von Karl Enslin in ihren Sagenbüchern abgedruckt. 1859 zählte Carl Theodor Reiffenstein neun Löcher, die seiner Meinung nach tatsächlich hineingeschossen worden waren. 1874 fiel die Wetterfahne nach einem Blitzschlag herab. In die bei der Renovierung von 1885 angebrachte neue Wetterfahne stanzte man nur sechs Löcher ein. Dies wurde auch bei den Turmrestaurierungen in den Jahren 1911, 1932, 1959 und 1963 nicht korrigiert. Erst seit 1976 verfügt der Turm wieder über eine neu vergoldete Fahne mit neun Löchern, die auch von der Straße aus gut zu erkennen sind.

### Der uralte Efeu
Dem uralten Efeu am Turm schrieb man eine besondere symbolische Kraft zu. Es „soll nicht eher ein Stein vom Turm hinweggenommen werden, als bis der Efeu an seinen Füßen sich zur Wetterfahne emporgerankt haben wird, in die vordem Winkelsee den prächtigen Neuner schoß.“

### Der steinerne Kopf
Der steinerne Kopf im Torbogen mit Sackmütze und Schnurrbart soll sich nicht immer an dieser Stelle befunden haben, sondern eines Tages über Nacht erschienen sein. Heute besteht Einigkeit, dass sich Stadtbaumeister Madern Gerthener hier als Erbauer des Turms selbst porträtierte.

## Der Eschenheimer Turm als Wahrzeichen
Der markante Turm ist seit Jahrhunderten ein Wahrzeichen Frankfurts. Wandernde Handwerksburschen stellte man in früheren Zeiten, wenn sie nach Frankfurt kamen, gerne mit dem Rätsel „Was hat fünf Spitzen und sticht doch nicht?“ auf die Probe. Wer das Rätsel lösen konnte, bewies damit, dass er Frankfurter war oder zumindest mit der Stadt vertraut.
Nach dem Vorbild des Eschenheimer Turms wurde 1853 bis 1856 im Schlosspark Babelsberg in Potsdam der Flatowturm errichtet.
Der Eschenheimer Turm ist Teil des Unternehmenslogos der ehemaligen Henninger Bräu AG, heute als Logo für Henninger Kaiser Pils in der Radeberger Gruppe KG.

## Galerie

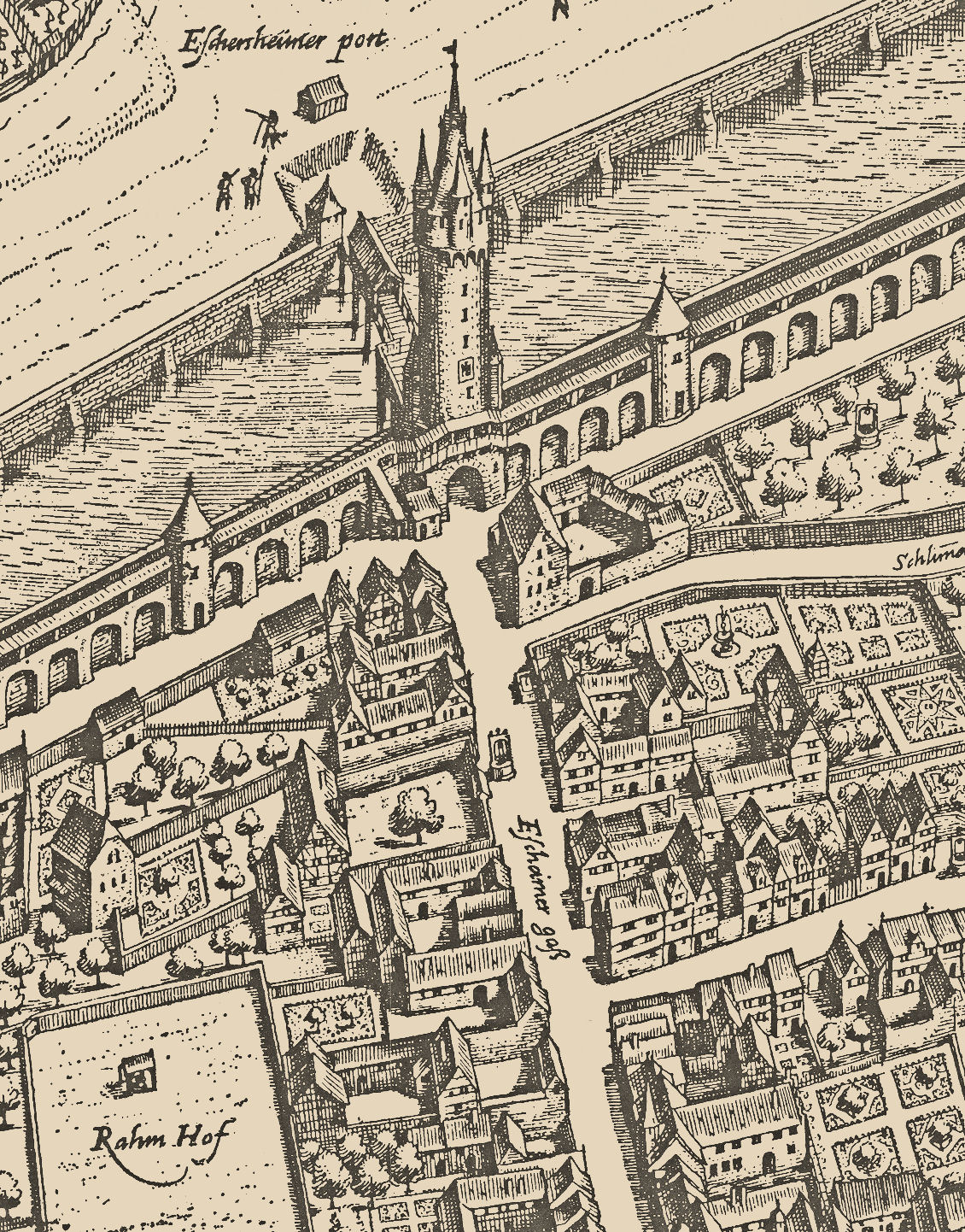
Der Eschenheimer Turm auf dem Merianplan von 1628
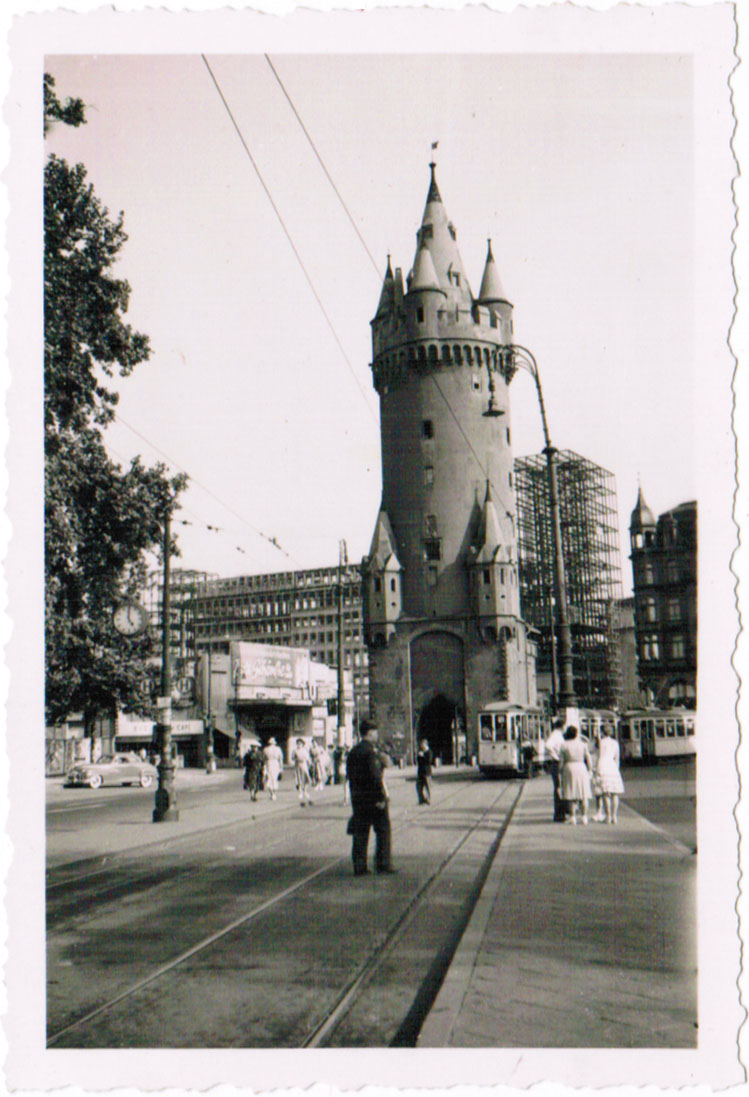
Ansicht von 1952
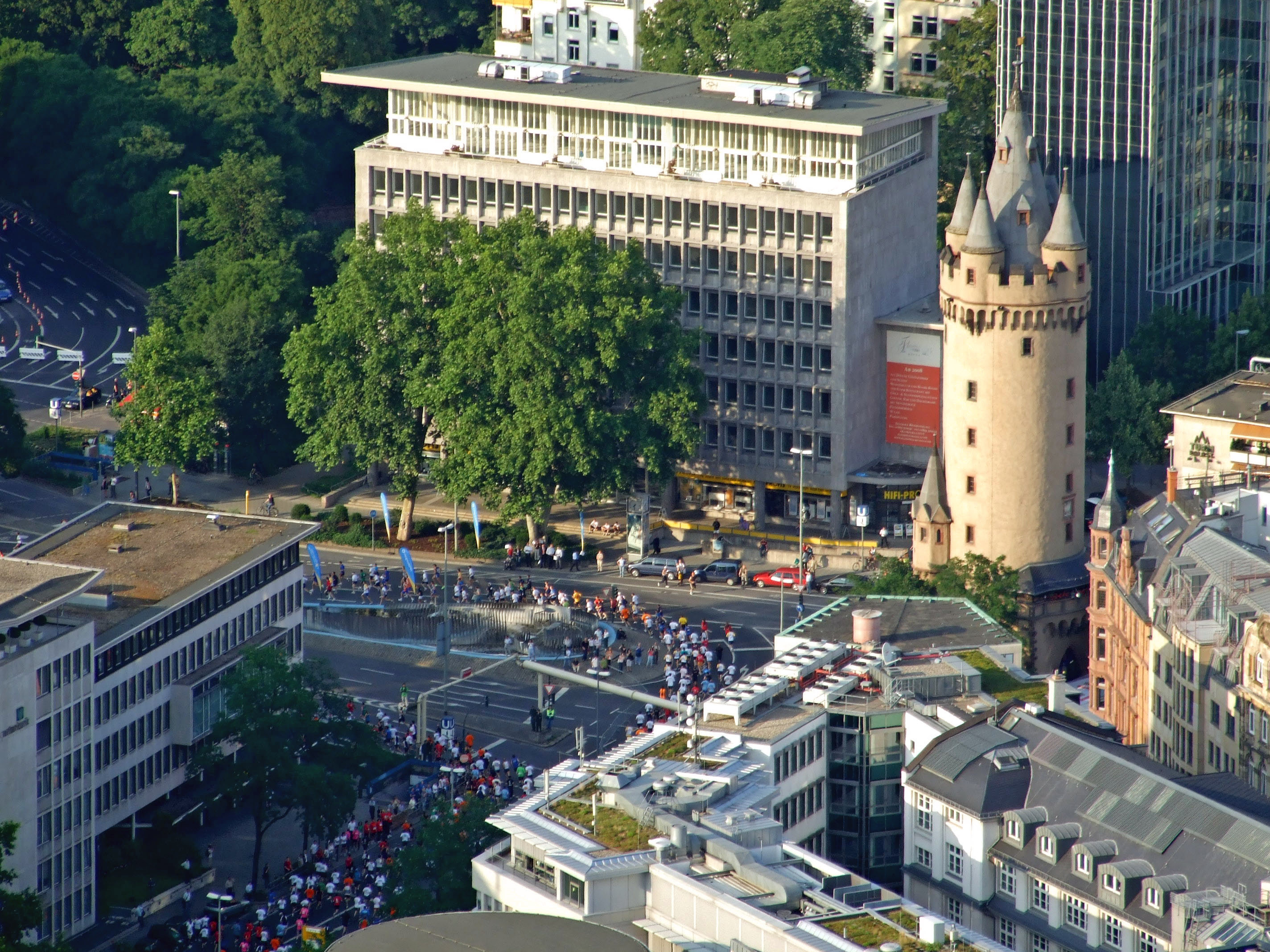
Im Frankfurter Stadtbild (2007)
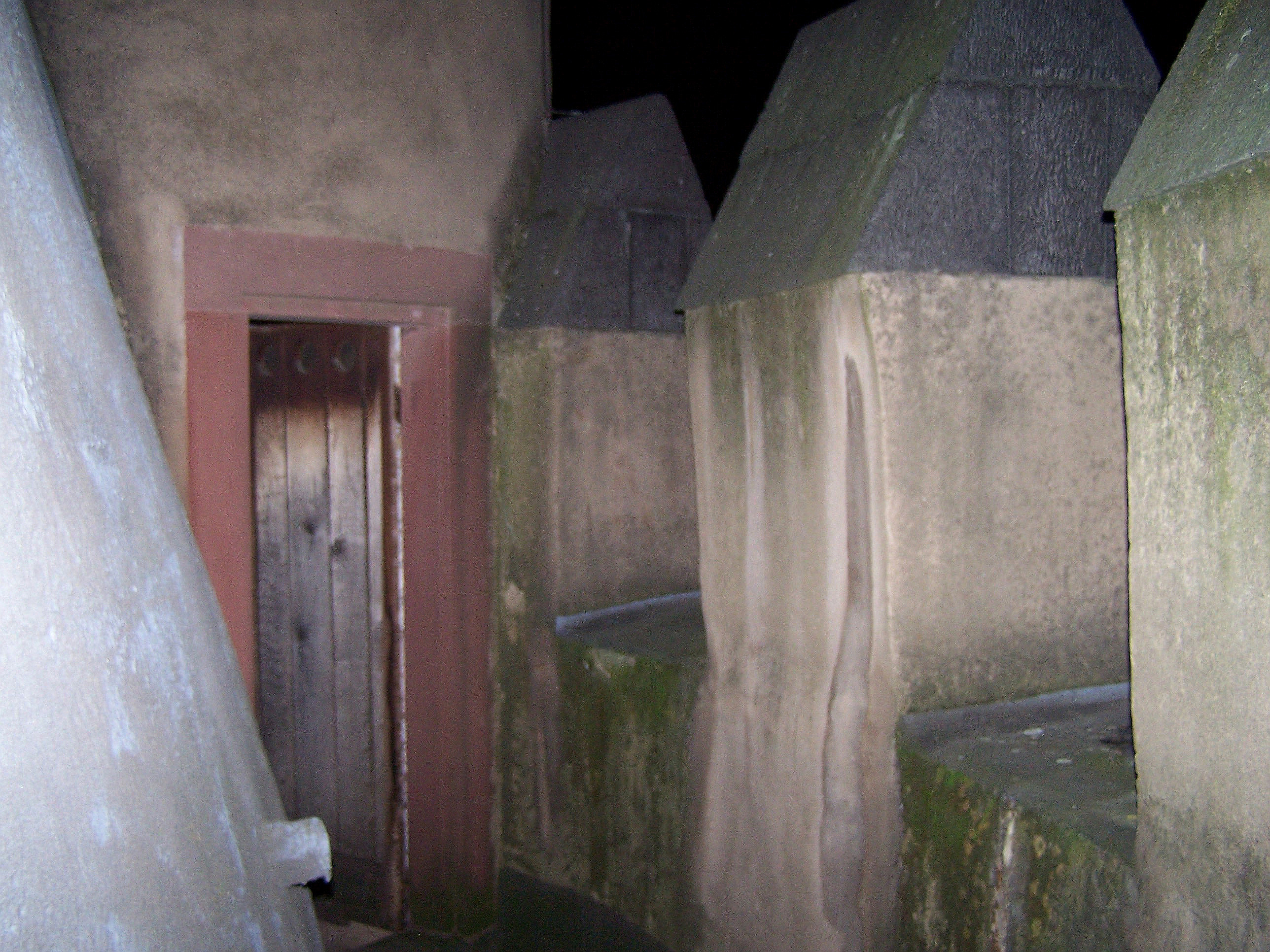
Wehrgang
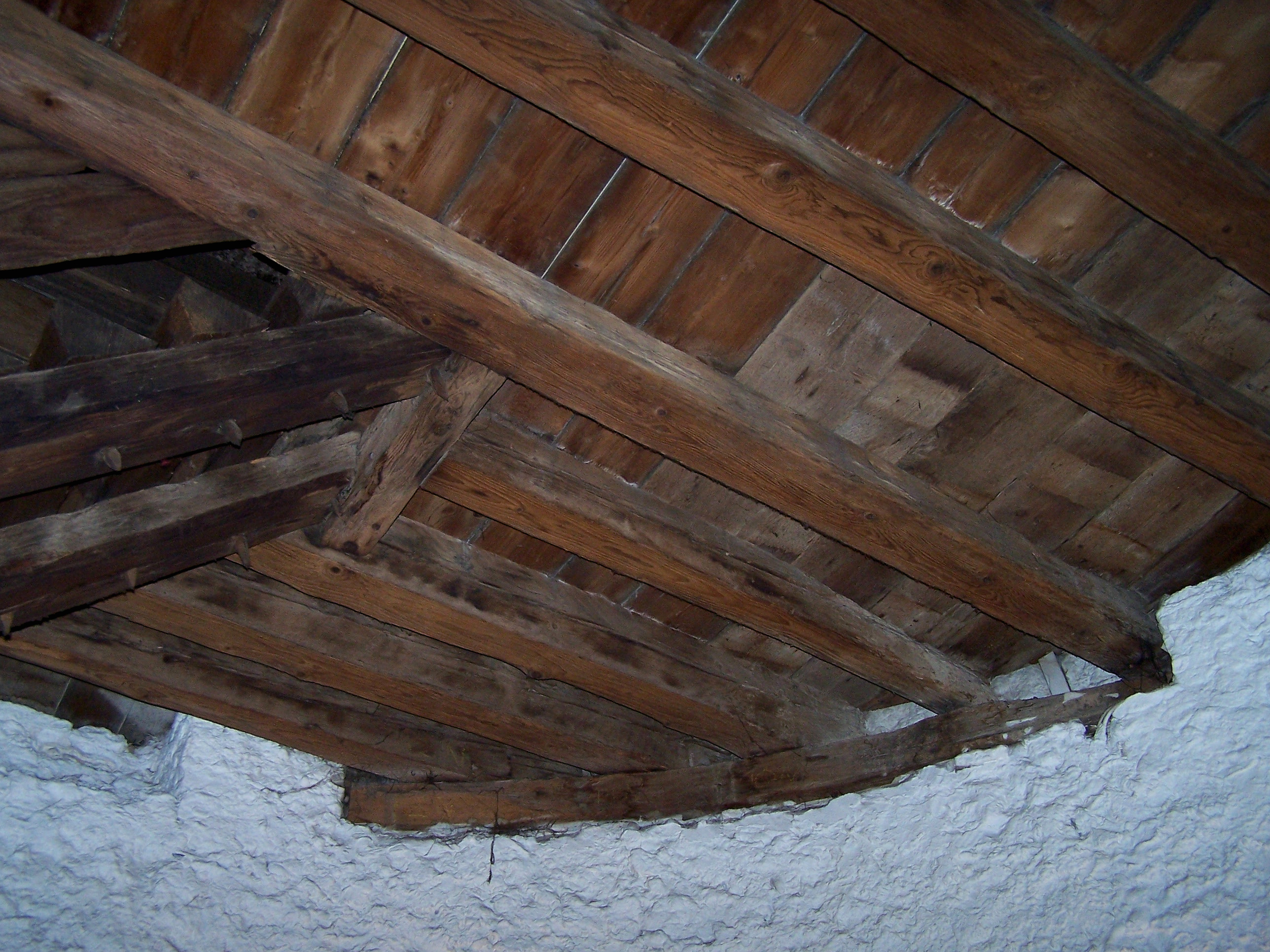
Historischer Zwischenboden von 1428
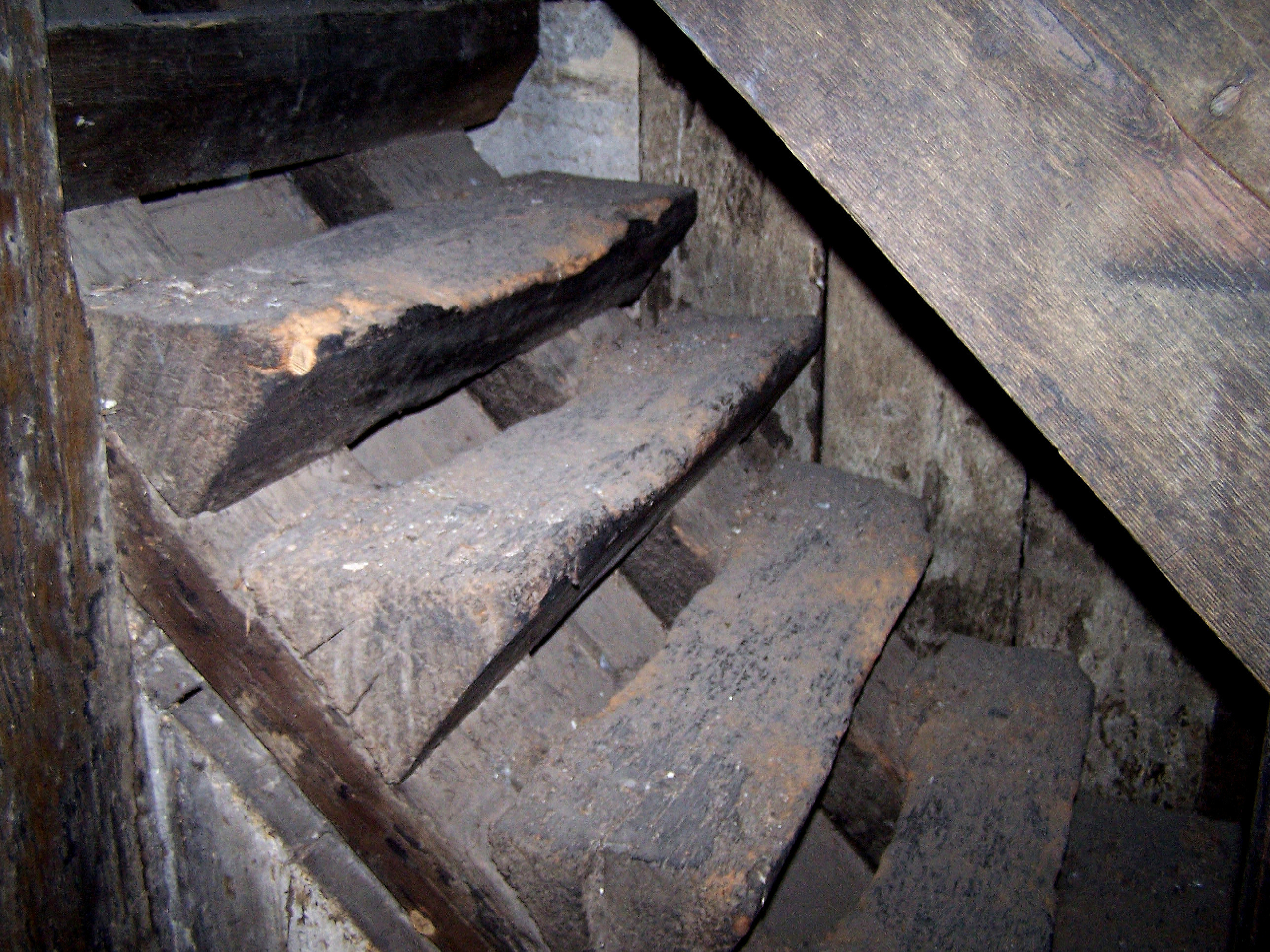
Gotische Keilstufen von 1428
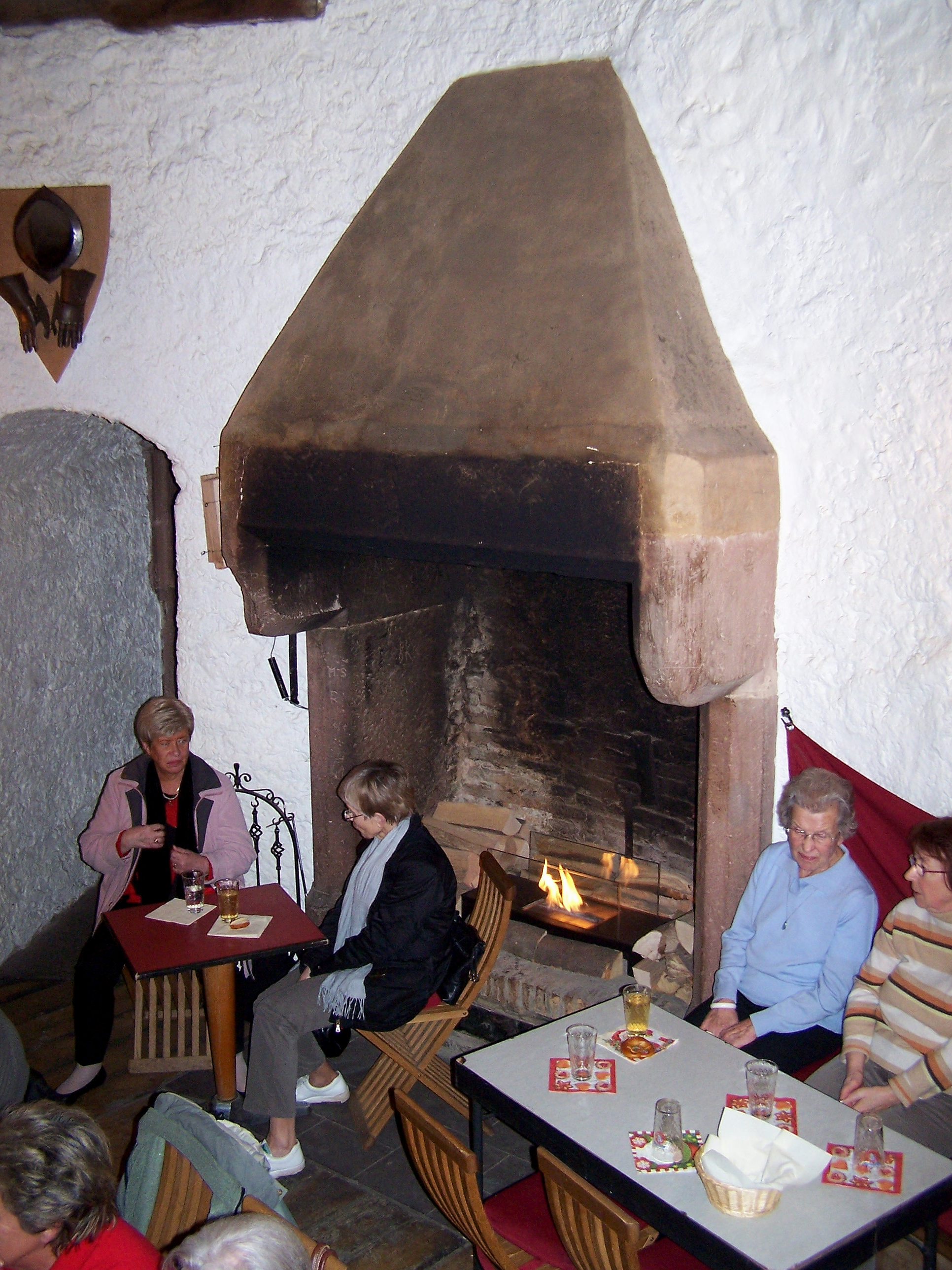
Kaminzimmer